# توبا دانيشماز
توبا دانيشماز (من مواليد 1 سبتمبر 1999) هي لاعبة ألعاب قوى تركية تتنافس في الوثب الطويل والوثب الثلاثي. فازت بالميدالية الذهبية في الوثب الثلاثي في بطولة أوروبا لألعاب القوى داخل الصالات 2023. حصلت على الميدالية الفضية والذهبية في بطولة أوروبا تحت 23 عامًا لعامي 2019 و2021 على التوالي.